# Calathea roseopicta
Calathea roseopicta är en strimbladsväxtart som först beskrevs av Jean Jules Linden, och fick sitt nu gällande namn av Eduard August von Regel. Calathea roseopicta ingår i släktet Calathea och familjen strimbladsväxter. Inga underarter finns listade.

## Bildgalleri

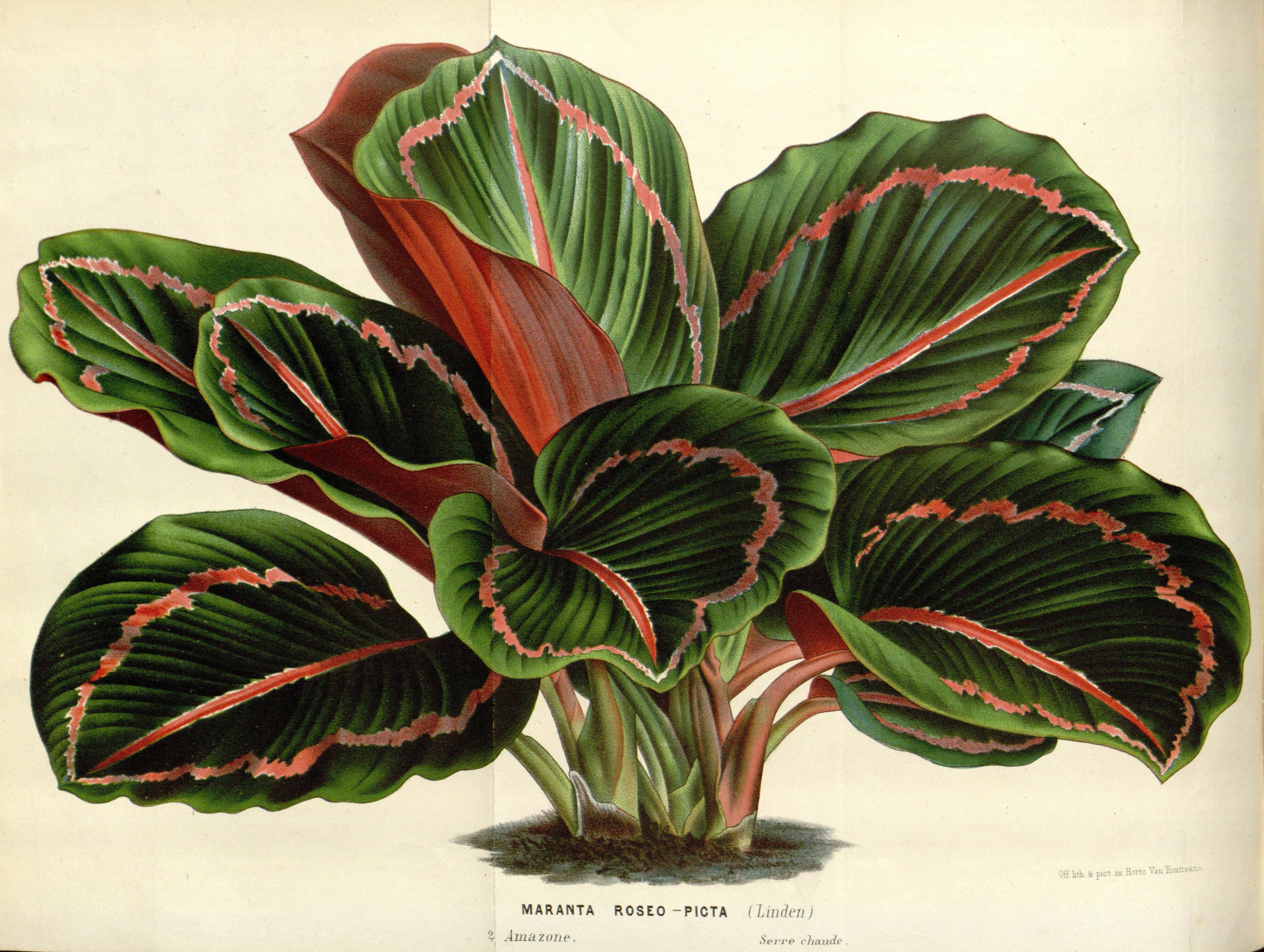
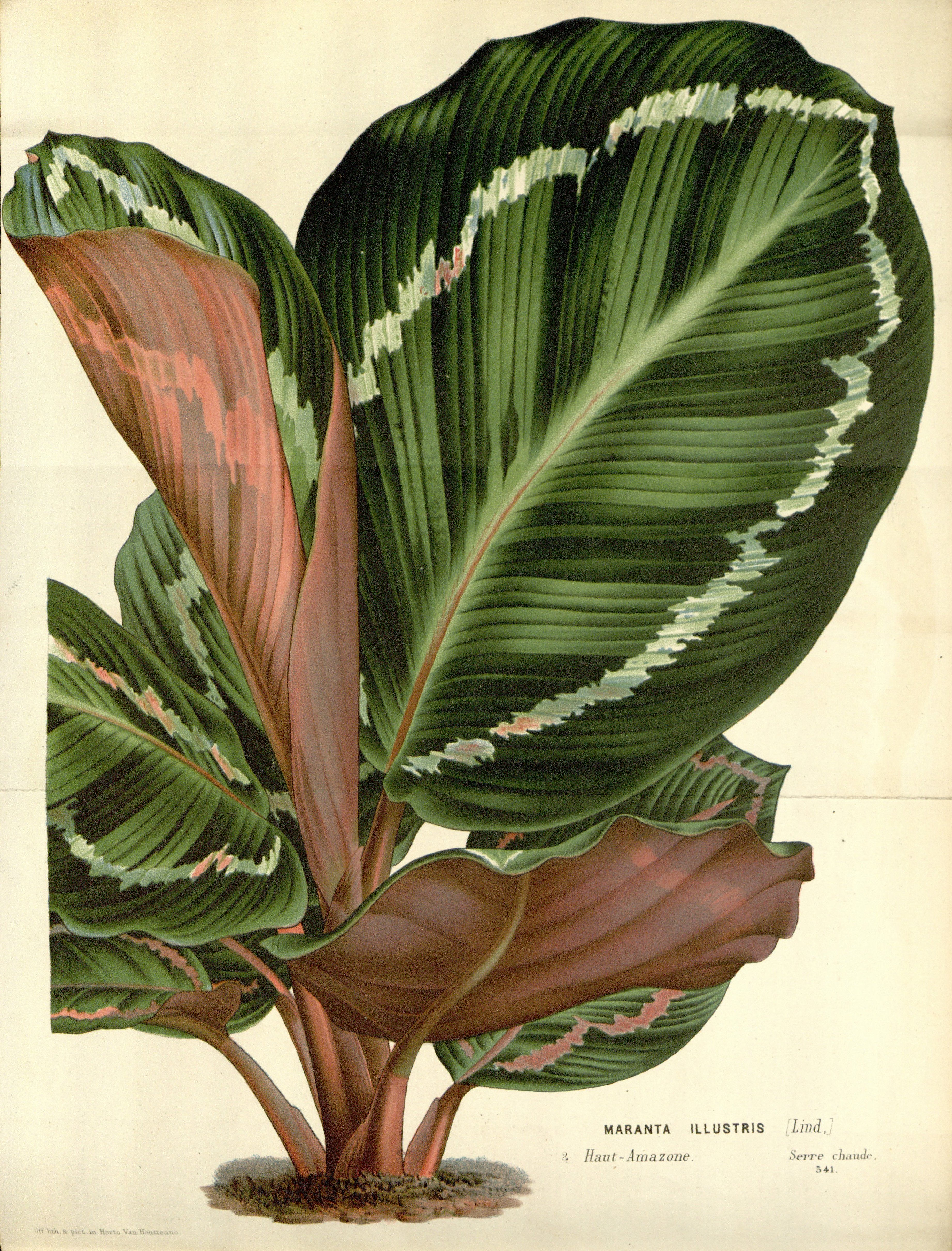
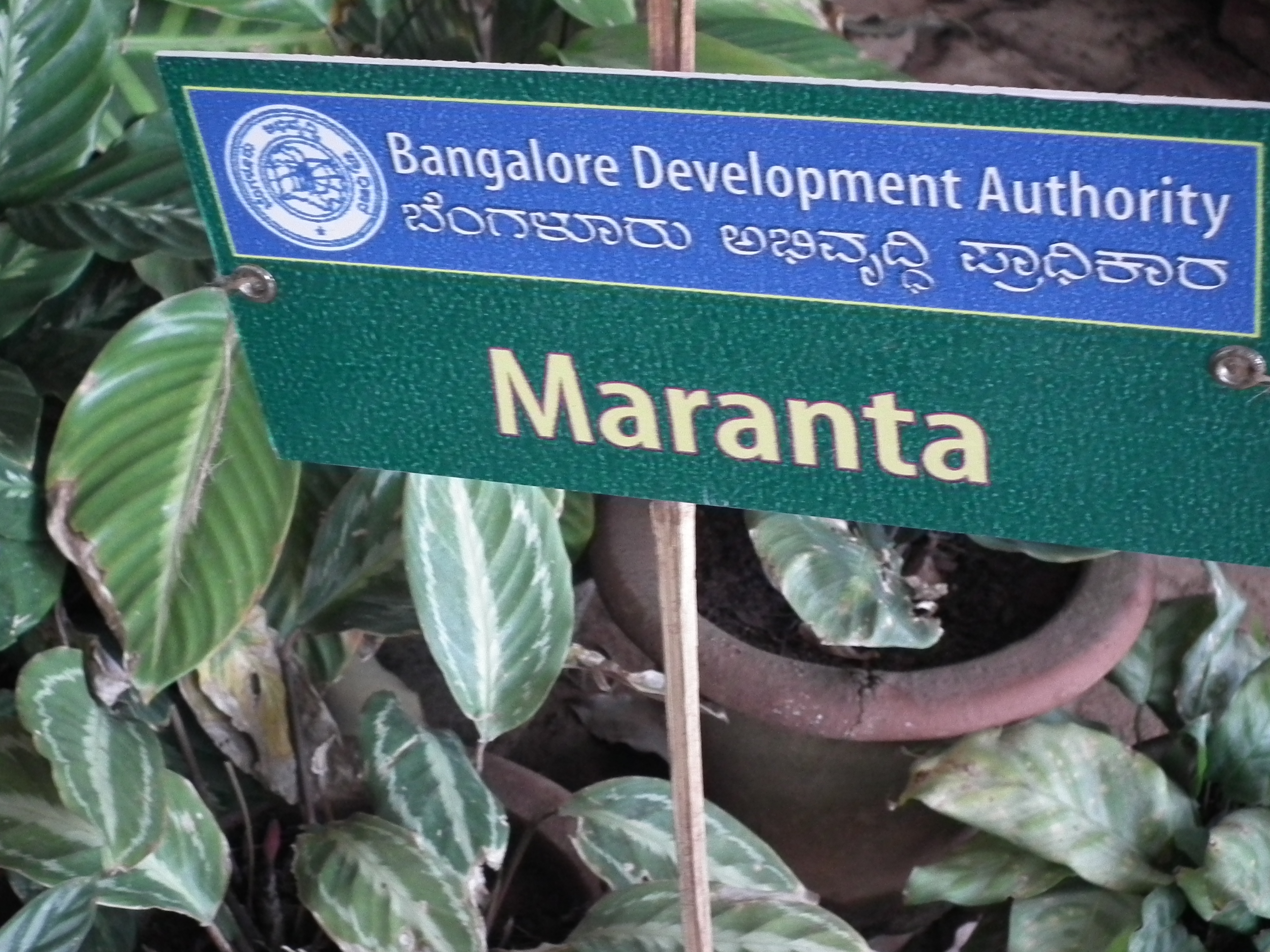
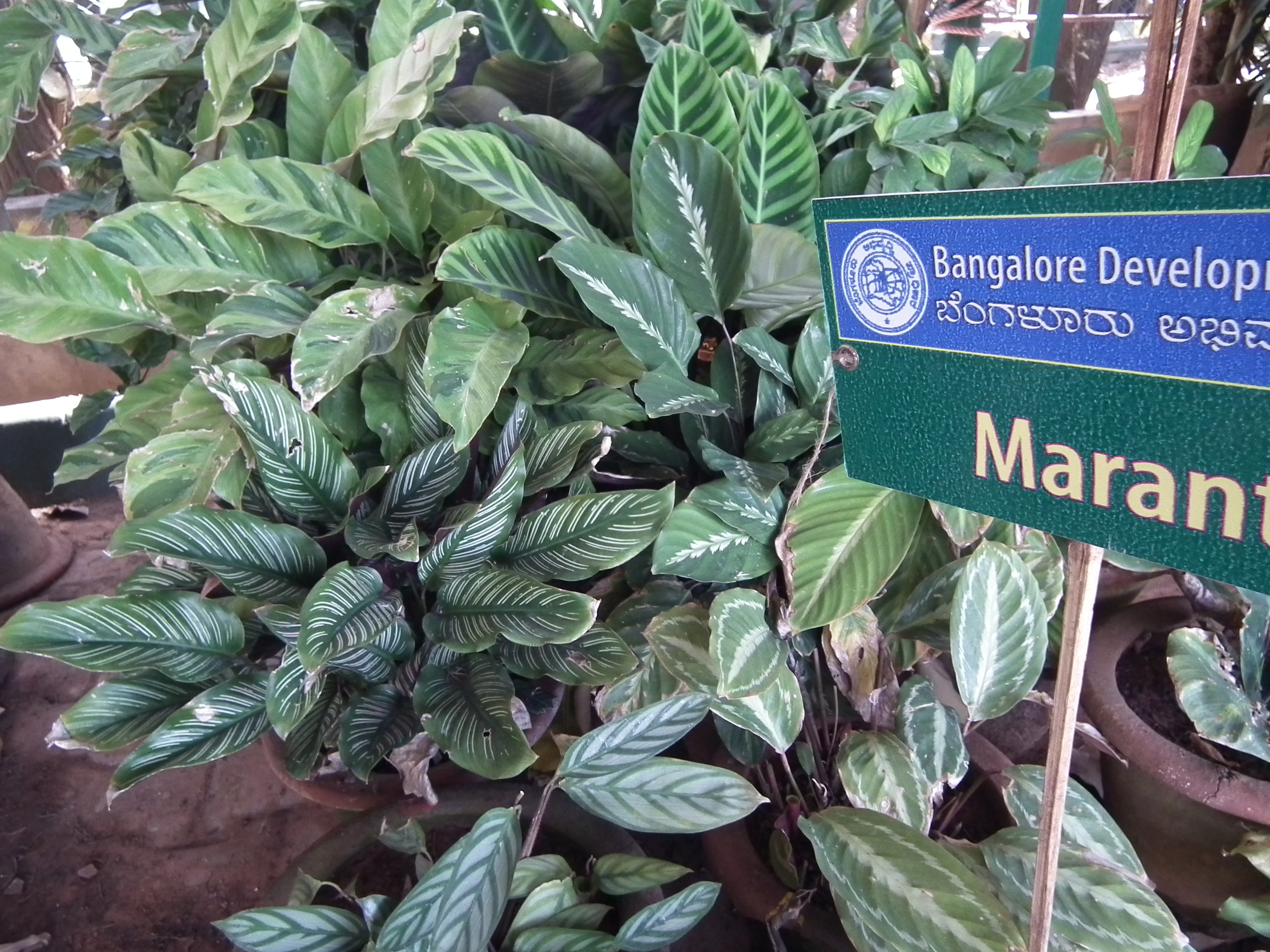